# Ostřihom
Ostřihom (maďarsky  Esztergom, slovensky Ostrihom, německy Gran a latinsky Strigonium) je město v severním Maďarsku. Žije zde přibližně 29 tisíc obyvatel. Město je velice důležitým článkem maďarských dějin. V historii byla Ostřihom i hlavním městem Uherského království. Panorama města je vyobrazeno na bankovce 10 000 HUF. Od roku 2022 je městem s župním právem.

## Název
Již v dávných dobách Slované nazvali osadu Strěgom, neboť strážila obchodní stezku. Pozdější město pak bylo kulturním centrem a sídlem arcibiskupství. Nicméně česká podoba názvu ještě v 19. století nebyla ustálená do jednotné podoby. Josef Jungmann používal Ostřihom v mužském rodu a objevují se i jiné podoby názvu. Po nějakou dobu se používal spíše v mužském rodu a později se ustálil rod ženský.
Z názvu se vyvinul pozdější český a slovenský název Ostřihom a byl přejat do maďarského jazyka jako Esztergom. Podle jiné teorie pochází od jiného latinského názvu pro Dunaj, a to Ister. Německý název Gran pochází od řeky Hron, která nedaleko ústí do Dunaje.

## Přírodní poměry

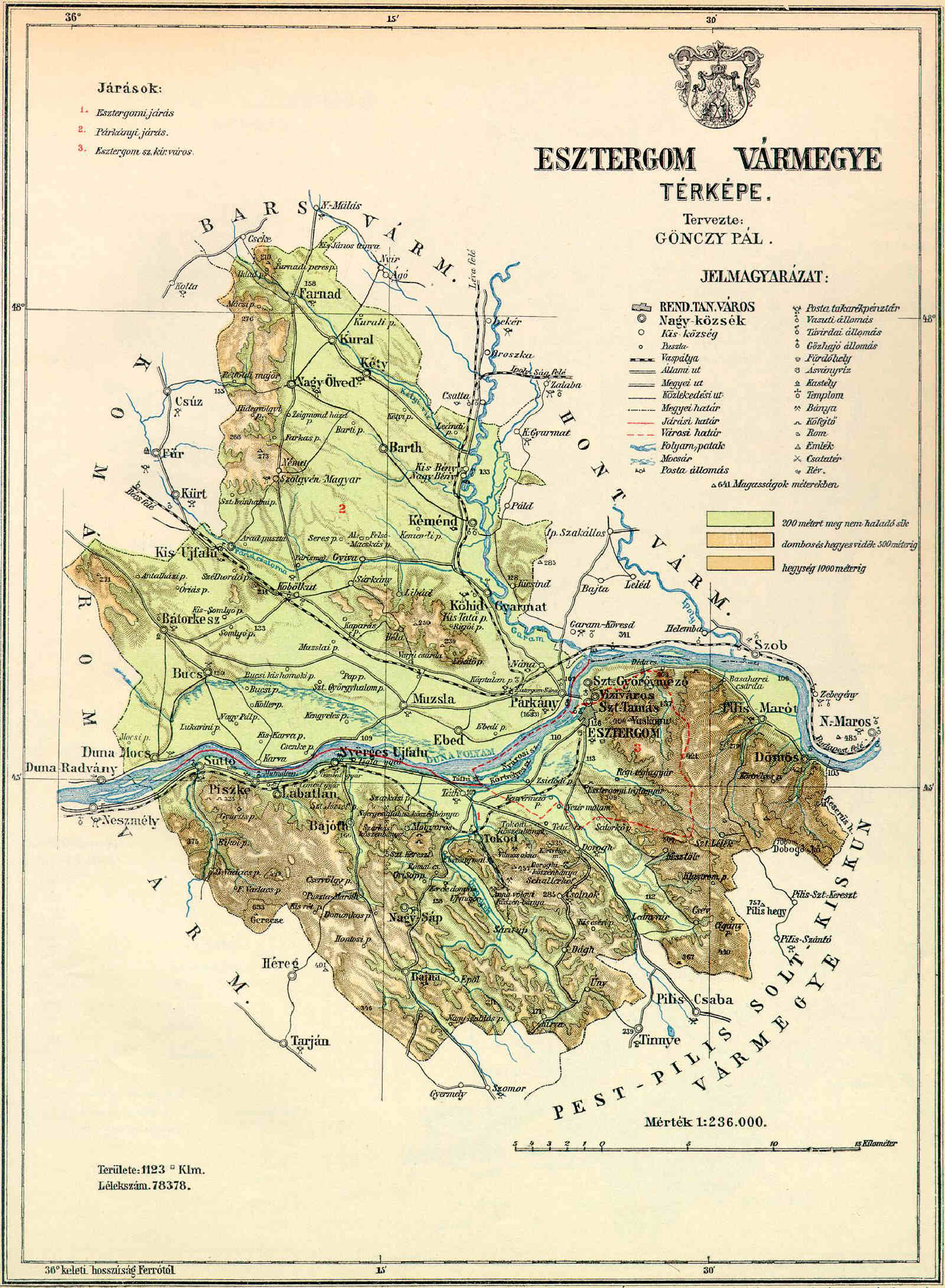
Bývalá ostřihomská župa před rokem 1918. Okolní krajinu tvoří roviny střídající se s oddělenými menšími vrcholky.

Ostřihom leží u státní hranice se Slovenskem na hraniční řece Dunaji. Na druhé straně Dunaje (na levém říčním břehu) leží slovenské město Štúrovo.
Ostřihom je obklopena ze severu a ze západu řekou Dunaj, z jihu a východu pohořím Pilis a Visegrádskými horami. Nadmořská výška roste nejvíce směrem k jihovýchodu, kde přesahuje i 700 m n. m., ale nachází se zde také několik nižších vrcholků (např. Kusztus, 237 m n. m. nebo Vaskapu – doslova železná brána, 406 m n. m.). U kopce sv. Tomáše (maďarsky Szent Tamás) se nacházejí termální prameny.
Město je také prvním v ohbí Dunaje před Budapeští.
Samotný střed Ostřihomi se nachází v úzkém prostoru sevřeném Dunajem a hradním vrcholkem. Směrem na jih se krajina rozevírá do široce otevřené roviny, směrem na jihozápad se potom nachází ostrov Prímas sziget, který odděluje rameno Malého Dunaje (maďarsky Kis-Duna) v celkové délce 18 km. Na území samotné Ostřihomi se nachází více ostrovů (Körtvélyesi, Nyáros, Táti, Csitri, Helemba a další). Obdobný počet velkých říčních ostrovů je i na druhé straně u Štúrova.

## Historie

### Nejstarší dějiny
První osídlení pochází z keltských dob. Hradní vrch s dobrým výhledem do okolím, blízkostí evropského veletoku a nížinou částečně tvořenou močálem byl velmi dobře bránitelným místem a zcela logicky i atraktivním místem pro založení osady. Vzhledem k četným následujícím obdobím a bouřlivé historii během dalších staletí se nicméně nedochovalo z původní keltské osady téměř nic. Vykopávky v letech 1934–1938, 1961–1962, 1964–1968 a 1981–1988 byly úspěšné pouze v několika oblastech. V období existence Římské říše se zde nacházela osada Salvio Mansio, která byla součástí Dunajského limu. Ta stála rovněž na místě dnešního hradního vrchu. Probíhaly zde obchodní stezky. Její součástí byl také vojenský tábor.
Území osídlili později během Stěhování národů Slované. Obsadili opuštěné trosky římského osídlení. Bylo součástí Nitranského knížectví a Velké Moravy.

### Příchod Maďarů

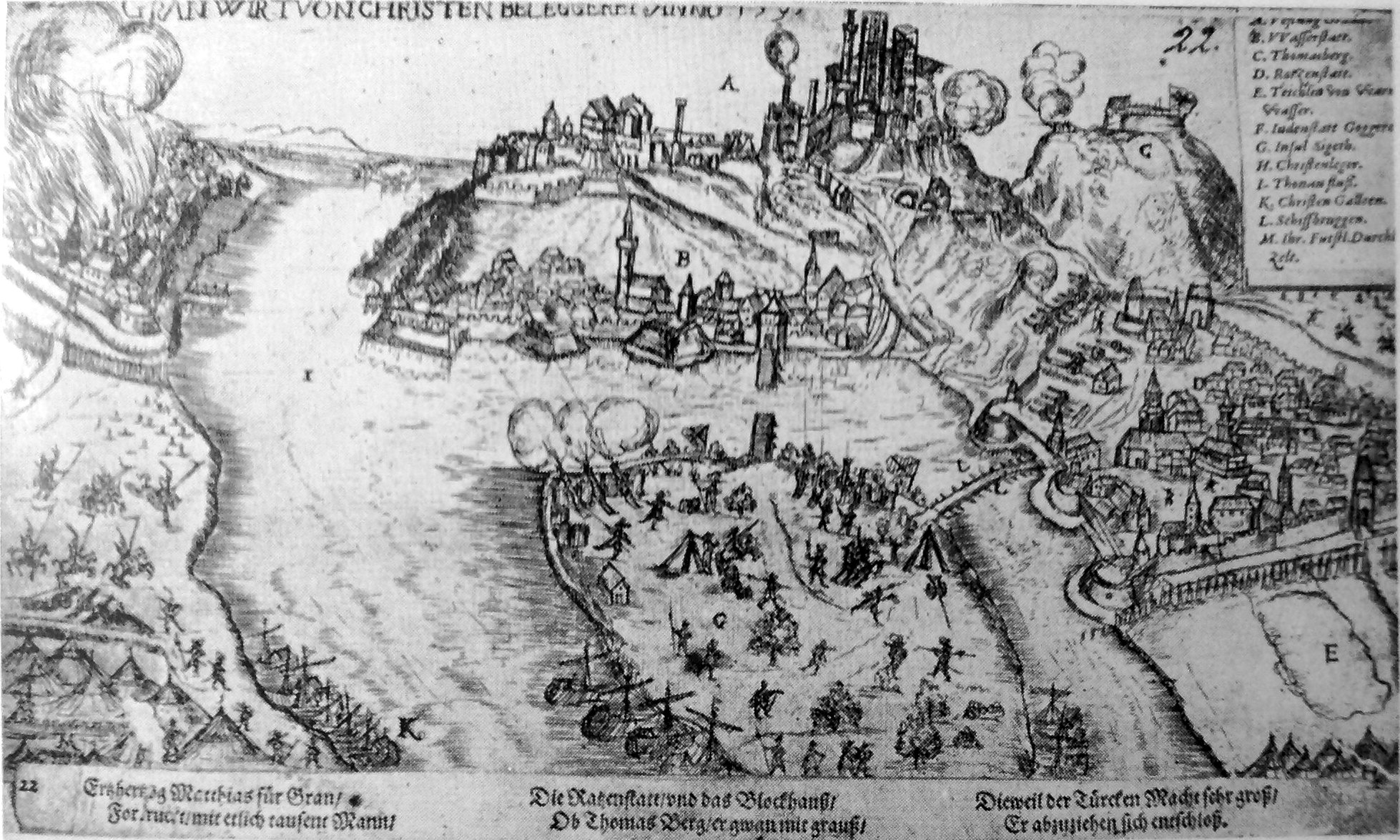
Město na rytině z roku 1595

Město se potom stalo sídelním pro knížete Gejzu a hrálo i roli sídelního města uherských panovníků. Gejza sem přesídlil nejspíše v roce 970. V roce 1000 zde byl sv. Štěpán korunován na uherského krále. Založeno tu bylo také arcibiskupství (první v Uhrách). Král Štěpán zde nechal také ustanovit mincovnu a knihovnu. Nechal zbudovat nový kostel zasvěcený Panně Marii a svatému Adalbertovi. Prominentní postavení Ostřihomi v Uhersku platilo v době mezi 10. a 13. stoletím; před tím než své sídlo král Béla IV. přestěhoval do Visegrádu. Město bylo ve své době velkolepým centrem. Zahraniční cestovatelé se mnohdy zmiňovali pouze o Ostřihomi (např. Odo de Deoglio). Působila zde řada cizích obchodníků a řemeslníků, kteří se soustředili v jižní části města (okolo dnešní ulice Kossutha Lájose). Později král přesunul svoje sídlo do Budína) Přesto v Ostřihomi zůstali katoličtí představitelé země. Přesunutí sídla později do Székesfehérváru bylo motivováno potřebou být blíže kupcům směřujícím ze Svaté říše Římské do Byzance. Během tatarského vpádu do Evropy v roce 1242 bylo město vypleněno, nicméně pevnost nad ním se dokázala nájezdníkům ubránit. Tataři počkali, až zamrzne Dunaj a po ledu přešli do města z oblasti dnešního Štúrova. Již v roce 1308 je Ostřihom zmiňovaná jedním františkánským mnichem jako jedno z rozvinutějších uherských měst. Již v 11. století je doložena přítomnost židovských kupců v Ostřihomi.[zdroj?] Zastoupeni zde byli kupci ale i ze západoevropských zemí, např. z dnešní Itálie, Belgie nebo Španělska. Ti patřili k nejzámožnějším obyvatelům města. Valonští a langobardští kolonisté se usídlili i v okolí Ostřihomi a pomohli s rozvojem nových řemesel. Žili v domech z kamene (zatímco ostatní měli domy ze dřeva) a měli velké majetky.
Jan Vitéz zde inicioval výstavbu renesančního paláce s velkolepými zahradami.
V roce 1304 byla Ostřihom vypleněna vojsky českého krále Václava II., při čemž byla mimo jiné zničena sakristie místního kostela. O sto let později poté Ostřihom napadl Zikmund Lucemburský. Místní katedrála byla přestavěna okolo roku 1440. V této době byl vliv místního arcibiskupství v tehdejších Uhrách velmi významný.

### Turecké vpády
Po prohrané bitvě u Moháče v roce 1526 začala osmanská vojska pronikat stále častěji do Uher a obsazovat jedno město za druhým. Ačkoliv se Ostřihom nacházela na druhém konci království, ani ona nebyla uchráněna útoků. Jen v letech 1526 až 1542 bylo město celkem šestkrát Turky obleženo. V roce 1543 se nakonec sultánovi Sulejmanovi I. podařilo se Ostřihomi zmocnit. Početná armáda s řadou děl bojovala patnáct dní. Církevní představitelé z města uprchli buď do Bratislavy nebo do Trnavy (tam bylo také přestěhováno biskupství). Město se stalo sídlem sandžakbega (tureckého správce) a významnou pevností na nově ustanovené hranici impéria. Vzhledem k tomu, že pro Turky existovalo velké nebezpečí dalších bojů, nedošlo k rozvoji a větším inveticím ze strany Turků do města. Postaveno tak bylo jen velmi málo orientálních staveb na území města. Dominanci Turků přerušilo krátké období, kdy se město podařilo znovudobýt maďarsko-rakouským vojskům v roce 1595, ztratili jej nicméně o šest let později. Křesťanští panovníci o město usilovali ještě před rokem 1595, obléhání však byla neúspěšná. Při jednom z nich zahynul také básník Bálint Balassa. Dnes je mu v Ostřihomi věnováno muzeum.

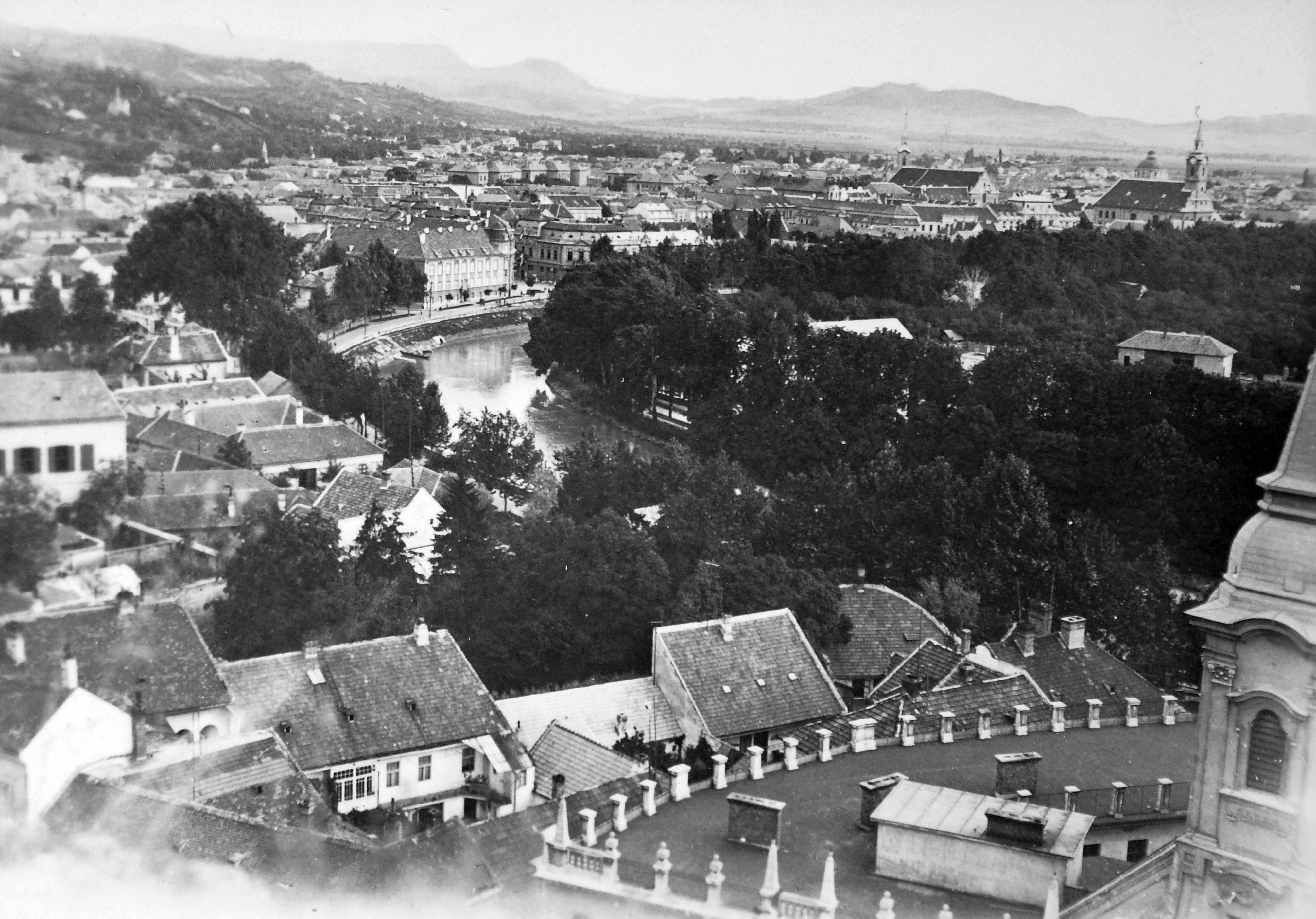
Ostřihom v roce 1930 (podhradí).

Z období turecké nadvlády se do současné doby dochovala v podhradí mešita, která je inkorporovaná do muzea (maďarsky Dzsámi húzeum). Noví správci se soustředili především na obnovu pevnosti nad městem. Kromě postupné islamizace sídla docházelo také k příchodu nových obyvatel z řad porobených národů jihovýchodní Evropy, především jižních Slovanů. Na přelomu 16. a 17. století probíhaly o město početné boje, Ostřihomské podhradí tak bylo téměř zpustošeno, včetně drtivé většiny tureckých staveb. Turecký cestovatel Evlija Čelebi poznamenal, že Ostřihom je spolu s Budínem další velká pevnost v tehdejších Uhrách, kterou Turci drželi. Dále, že zde při příležitosti návštěvy velkého vezíra bylo vypáleno několik salv, které byly slyšet až tři míle daleko. Turci byli z Ostřihomi vyhnáni roku 1683, kdy skončilo druhé obléhání Vídně pro Turky neúspěchem. Při bojích o město, během nichž byli Turci vypuzeni, zachvátil místní pevnost požár.

### Moderní doba
Obnova města probíhala pomalu. Dosídleni sem byli především Němci a také Slováci z neobsazených a Turky nezasažených částí Uher. V roce 1708 získala Ostřihom opět statut svobodného královského města. Ve středu Ostřihomi byly postaveny nové domy, většinou z nepálených cihel (vepřovic). Základní kámen kostela sv. Anny, který spadá pod františkánský řád, byl položen v roce 1700. Na počátku 18. století jej obsadil během povstání František II. Rákóczi.
V roce 1742 spojil obě části města přes řeku Dunaj přívoz, který byl zajištěn na mohutném drátu. Později v některých letech zde vznikl také pontonový most. V druhé polovině 18. století byly postaveny reprezentativní objekty pro potřeby místních církevních představitelů a pro arcibiskupství.
V 20. letech 19. století se sem vrátilo arcibiskupství a Ostřihomi začal být vracen její historický odkaz. Na druhém břehu Dunaje, v budoucím Štúrově, se vyvíjela malá osada, která se později s Ostřihomí spojila. Její rozvoj umožnil příchod srbských kolonistů a proto byla v maďarštině známá jako Rácváros. Při břehu Dunaje pod katedrálním vrchem se rozvíjela Víziváros. Dnes zde stojí Keresztény Múzeum, muzeum s největší ekleziologickou sbírkou v celém Maďarsku. Také místní bazilika Nanebevzetí Panny Marie a svatého Vojtěcha, postavená v letech 1822 až 1869, je největším křesťanským chrámem v zemi. Vznikla podle vzoru chrámu sv. Petra a Pavla v Římě, nahradila původní katedrální kostel, který byl zničen Turky roku 1543. Na její výstavbu byl použit stavební materiál ze zničených svatostánků.
V březnu 1838 zasáhla Ostřihom (stejně jako řadu dalších měst na dunajských březích) nečekaná zimní povodeň, místními mnohdy označovaná jako „ledová“. Protrhly se některé hráze a voda zaplavila město. Zničen byl nemalý počet domů. S obnovou Ostřihomi pomohly i dary ze zahraničí, např. až ze západní Evropy, ale z ruského carství. Výšku vody dodnes na území Ostřihomi připomínají pamětní tabule, většina z nich se nachází na třídě Ference Deáka.
V revolučním roce 1848 působili v Ostřihomi Lajos Kossuth a István Széchenyi. Dne 16. dubna 1849 zde došlo k bitvě mezi maďarskými vzbouřenci a císařským vojskem, kterou vzbouřenci vyhráli.
V roce 1856 město navštívil rakouský císař František Josef I.
Roku 1863 zde začaly vycházet první noviny, Esztergomi Ujság. A to i přesto, že počet obyvatel města nedosahoval ani patnácti tisíc.
V roce 1891 byla do města zavedena železnice (Železniční trať Ostřihom – Almásfüzitő) a o čtyři roky později pak byl přemostěn Dunaj mostem Marie Valérie. Pozvolný růst sídla, které ještě před dvaceti lety nemělo ani městská práva, si vynutil na přelomu století připojení sousedních obcí. Roku 1895 se město sjednotilo pod jednotnou správu. Ke královskému městu Ostřihomi se připojily Szentgyörgymezõ, Szenttamás a Viziváros. Byl vypracován projekt nového centra města s monumentálním Rákócziho náměstím. Soutěž se nicméně uskutečnila až roku 1943 a kvůli válce nebylo nic z projektu realizováno. Na přelomu století však byly přestavěny a rozšířeny některé ulice ve středu města, např. Lõrincova ulice směrem k Parkány (dnes Štúrovo). V roce 1902 také získala Ostřihom vlastní nemocnici.

### 20. a 21. století
Během první světové války se v místní části Ostřihom-Kertváros (zahradní město) nacházel zajatecký tábor v areálu bývalé sklárny. Ta zkrachovala nějakou dobu před válkou; později zde vznikla kasárna. Do něj bylo internováno v jednu chvíli až 40 000 válečných zajatců, často ze srbské fronty. Častá byla úmrtí na infekční choroby.

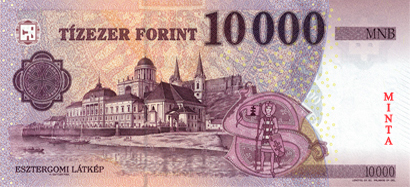
Ostřihomská bazilika na bankovce 10 000 HUF z roku 2014.

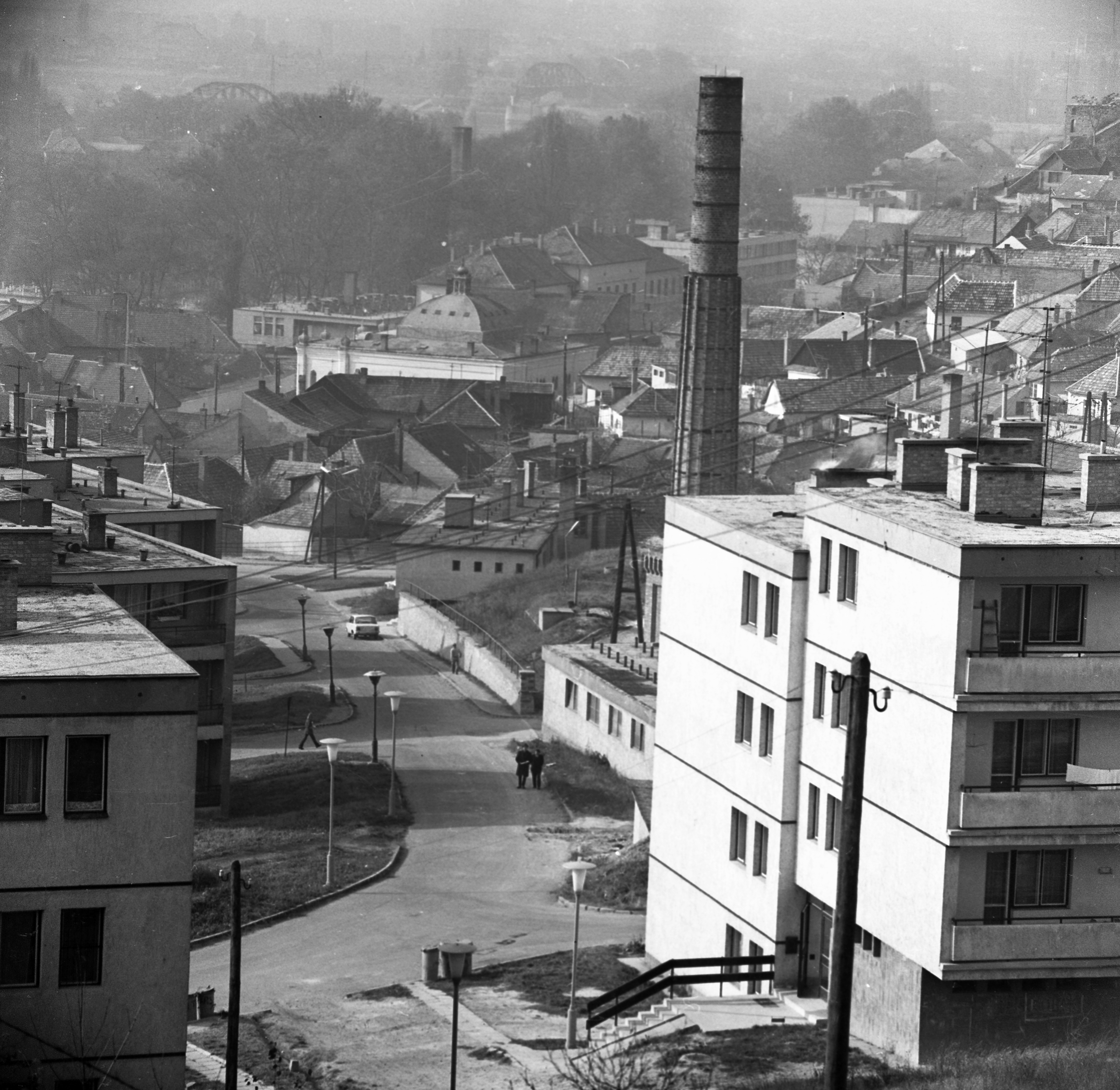
Město v roce 1972.

Po první světové válce a také v důsledku Trianonské smlouvy město ztratilo velkou část své spádové oblasti, která se stala součástí nově vzniklého Československa. Československá vláda považovala při vyjednávání o budoucích hranicích s dohodovými mocnostmi Ostřihom za strategicky významné místo. Během konfliktu mezi Československem a Maďarskem byl poškozen most Marie Valérie (obnoven poprvé roku 1927). Do Ostřihomi bylo přesunuto sídlo administrativních jednotek, které se původně nacházely v Komárně (a ocitly nyní na území Slovenska).
Ve třicátých letech 20. století byly odhaleny původní lázně, které byly dříve zasypány. Rozsáhlý archeologický průzkum objevil mimo jiné i řadu dalších středověkých objektů. Město bylo klíčovým místem pro pamětní rok 1938 svatého Štěpána, který byl oslavován v celém Maďarsku.
Ve druhé světové válce ustupující německá vojska vyhodila do vzduchu tři centrální oblouky mostu Marie Valerie. Rudá armáda město osvobodila v březnu 1945. Město zůstalo až do roku 1950 oficiálně sídlem župy, později byla regionální správa přemístěna do města Tatabánya. Některé další úřady ale zůstaly i nadále v Ostřihomi.
V lokalitě bývalého zajateckého tábora byla umístěna později i sovětská armáda a postaveny zde panelové domy pro tam umístěné jednotky.
V 60. letech 20. století bylo plánováno vybudovat v Ostřihomi velké lázně, kterým by za oběť padla značná část historických domů. Uvedený projekt nakonec nebyl zcela realizován. Nové restaurace a rekreační plochy na břehu Dunaje nicméně vznikly i přesto, a to především v souvislosti s vysušením močálů a slepých ramen a uvolněním nezbytné plochy. Ostřihom nakonec své lázně získala, byť v menší podobě, než bylo původně plánováno a navíc byl areál nepříliš kvalitně zrealizován. V duchu modernismu vyrostlo také nové městské centrum, které zahrnovalo panelové domy a nové obchodní centrum. Ve snaze nenarušit příliš historický charakter města byly jednotlivé budovy navrženy tak, aby zahrnovaly méně rušivé prvky. Posledním objektem z přestavby středu města byl v 80. letech dokončený dům kultury, známý mezi místními též jako „zelený dům“. V roce 1980 dosáhl počet obyvatel Ostřihomi historického maxima, a to 30 780 lidí.
Spojení se Slovenskem zůstalo přerušené až do roku 2001, poté byl most obnoven z příspěvku Evropské unie. Dnes je pohraniční město atraktivní turistickou destinací jak pro Maďary, tak i zahraniční návštěvníky.
V roce 2023 zde byla otevřena nová tržnice.

## Obyvatelstvo
V roce 2015 žilo v Ostřihomi 28 102 osob. Od roku 2010 počet obyvatel města postupně klesá; v druhé dekádě 21. století se propadl pod metu 30 000.
Drtivá většina obyvatel Ostřihomi se hlásí k maďarské národnosti (92,9 % v roce 2001); počet příslušníků ostatních národností je velmi nízké, 2,4 % Romů, 1,4 % Rumunů, 0,1 % Slováků apod.
Na základě údajů ze sčítání lidu z roku 2011 je náboženské složení obyvatelstva města následující: 45,4 % lidí jsou římští katolíci (dříve to bylo 65,8 %), 5,7 % jsou reformovaní (dříve 7,4 %), 0,7 % jsou luteráni (dříve 1,2 %) a 0,6 % (na základě předchozích údajů 0,9 %) se považuje za řecké katolíky. 1,7 % obyvatel se přihlásilo k jiným církvím a náboženským organizacím. 14,6 % se nehlásí k církvi ani k žádné jiné organizaci a 31,3 % obyvatel neodpovědělo.

## Pamětihodnosti

### Kostely

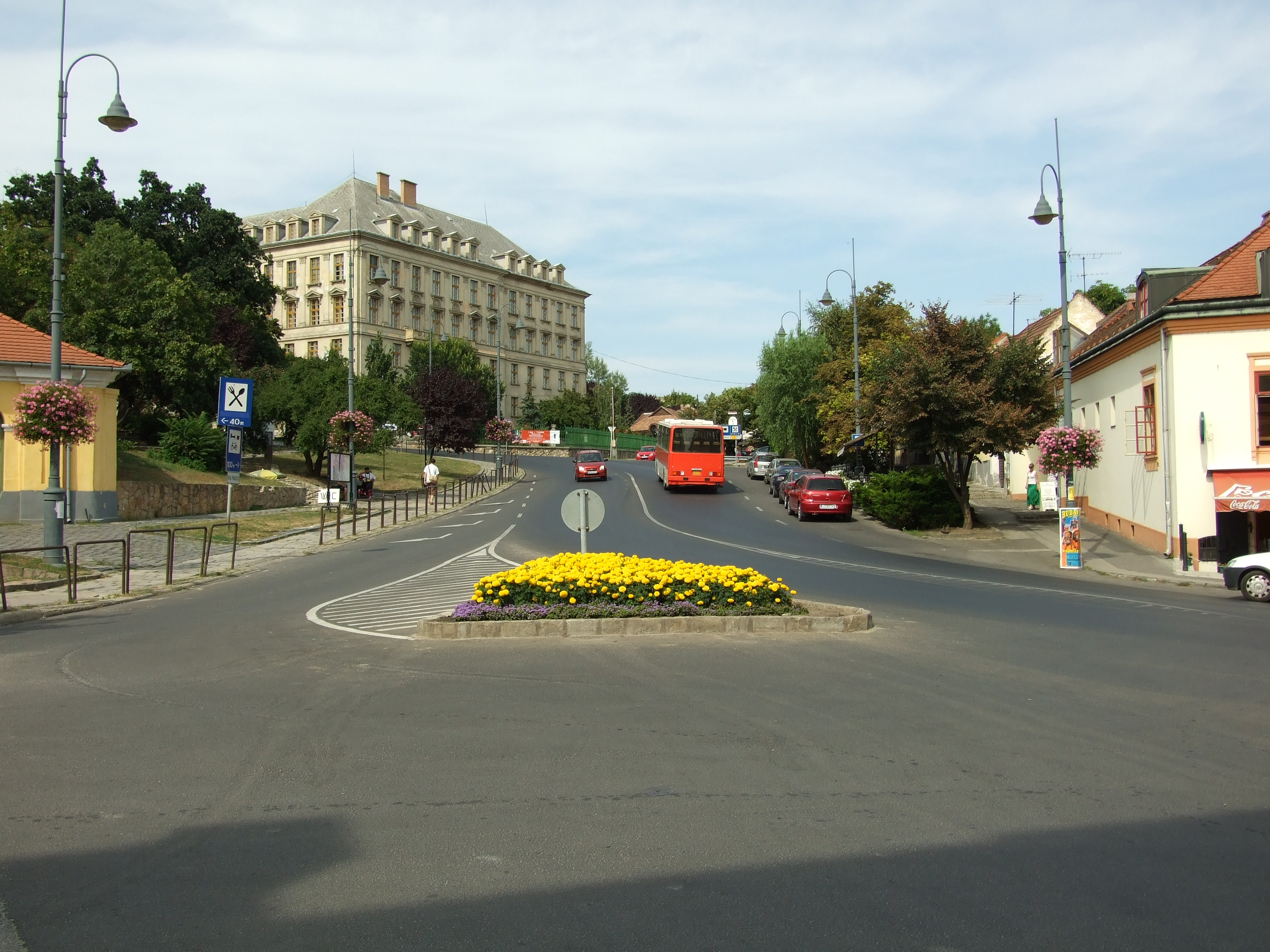
Křižovatka ve středu města

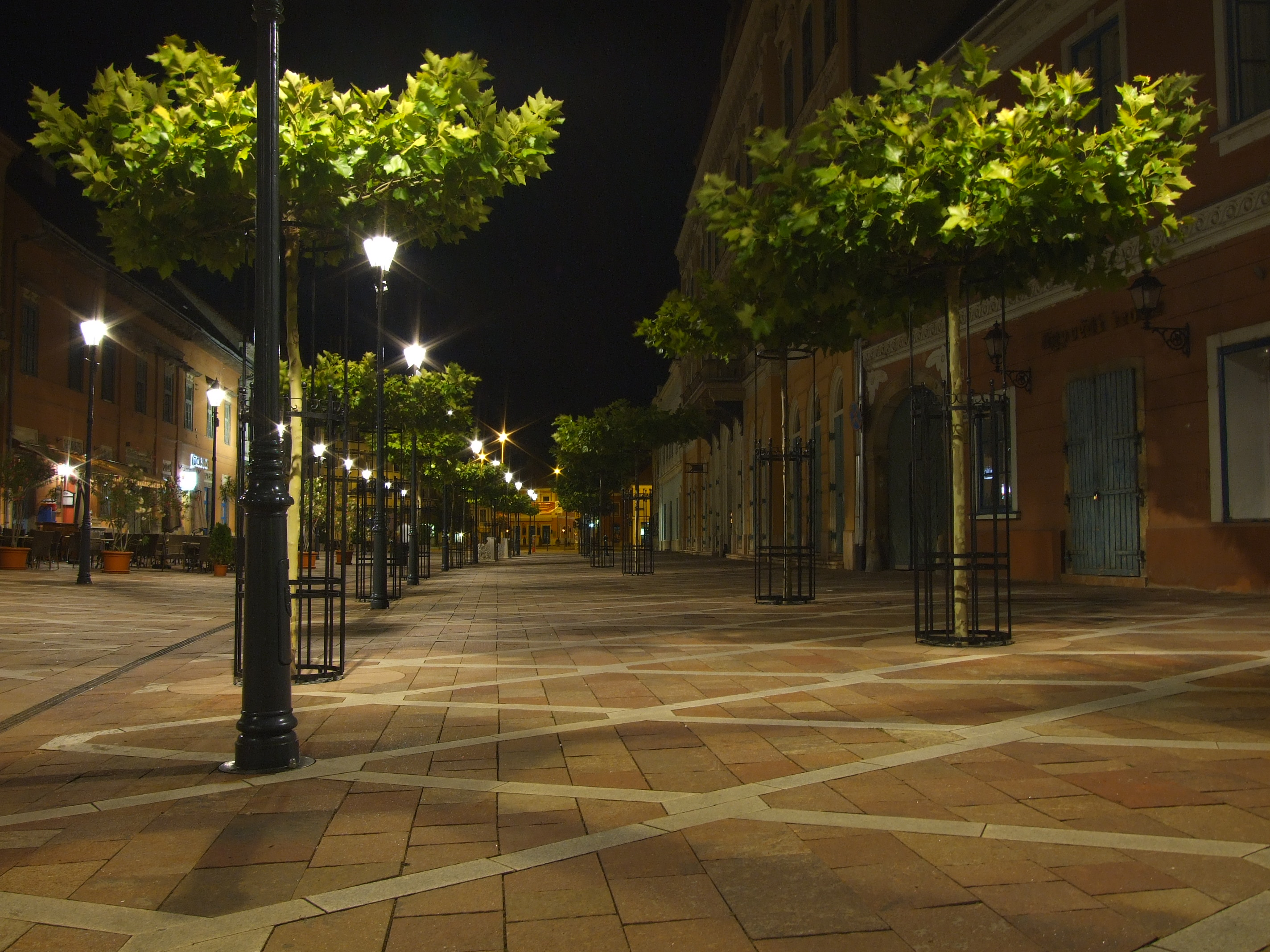
Pěší zóna ve středu města

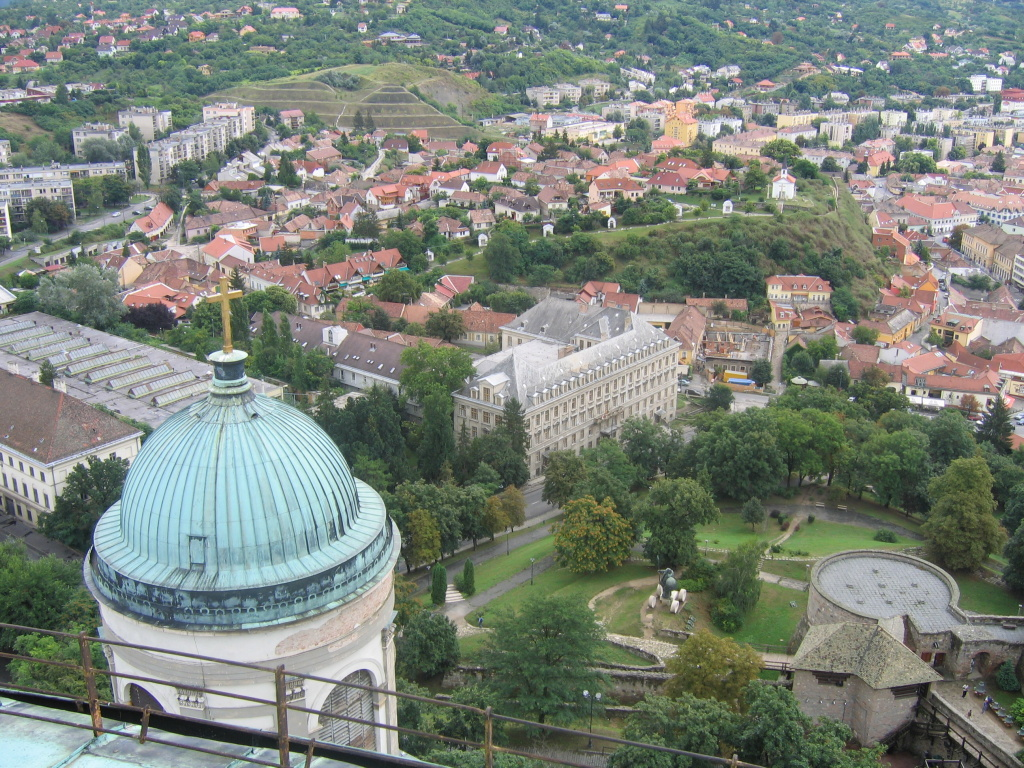
Pohled na město z baziliky

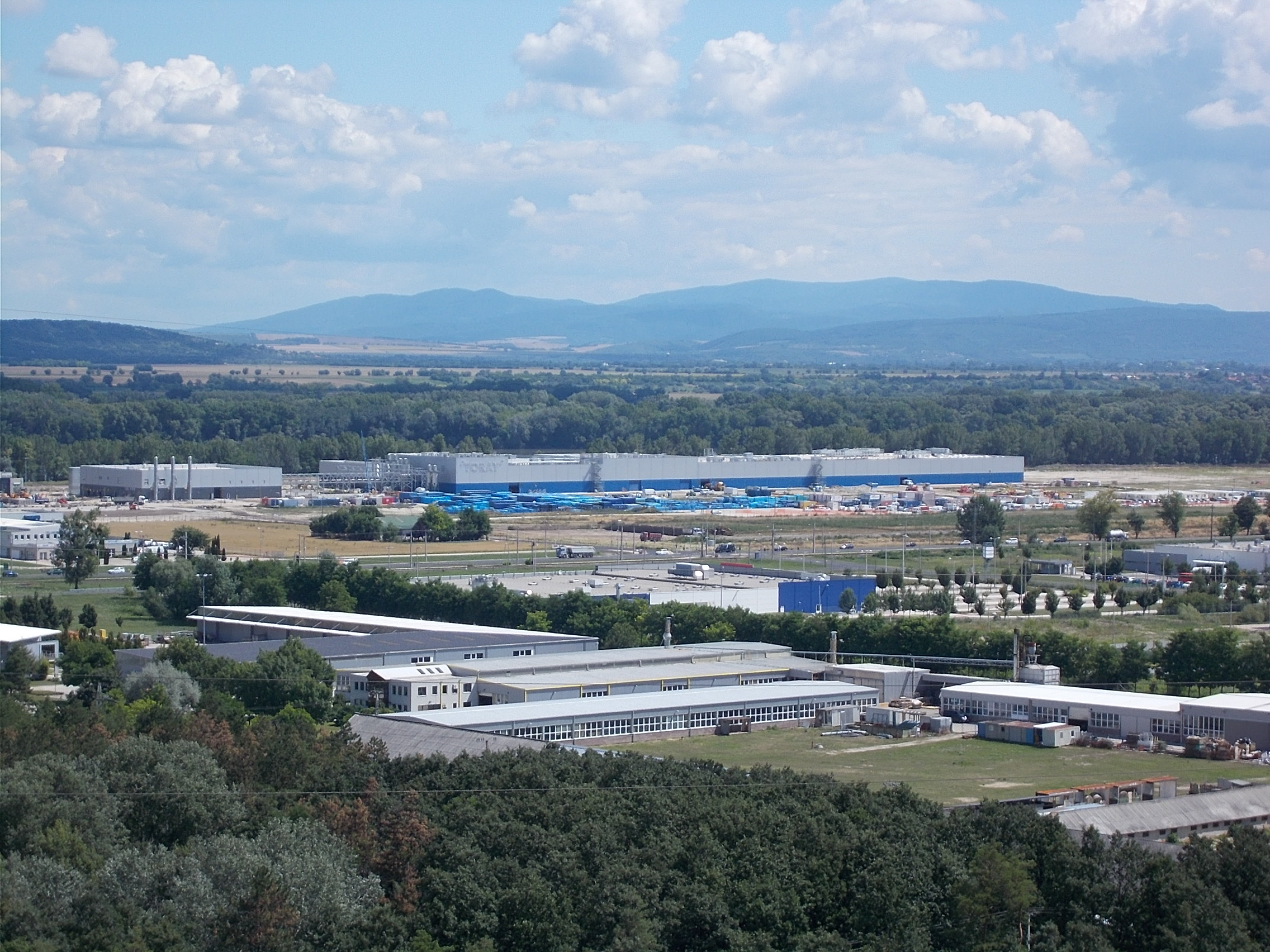
Průmyslový park v roce 2020

- Bazilika Nanebevzetí Panny Marie a svatého Vojtěcha, hlavní chrám ve městě, jeho symbol a turisticky nejnavštěvovanější objekt.[38][39]
- Kostel sv. Štěpána
- Kostel svaté Anny (též známý jako Okrouhlý kostel – maďarsky Kerektemplom).[40][41]
- Kostel sv. Jiří
- kostel svatého Mikuláše (řeckokatolický)
- Kostel svatého Ignáce z Loyoly
- Kostel povýšení svatého kříže

V Ostřihomi stojí také křížová cesta, která vede k návrší (145 m n. m.) s kaplí sv. Tomáše. Okolo kaple se nachází stejnojmenná místní část (Szenttamás).

### Ostatní stavby
- místní synagoga[10] přečkala druhou světovou válku. Poté po nějakou dobu sloužila jako Dům techniků (maďarsky Technika és tudomány háza[44]). V roce 2006 ji odkoupilo zpět město a v budově sídlí různé kulturní instituce a pořádány jsou zde různé akce.
- Gróhův dům postavený v rokokovém stylu.[40]
- Budova pošty z konce 19. století
- Sándor-palota, barokní palác.[45]
- radniční budova v barokním stylu.[40] Před ní se nachází socha Nejsvětější trojice. V roce 2023 by měla být zahájena rekonstrukce ní a přilehlého náměstí.[46]

## Kultura a kulturní památky

### Muzea
V Ostřihomi sídlí vzhledem k historickému významu města řada muzeí. Jedním z nich je např. křesťanské muzeum (maďarsky Keresztény Múzeum), které připomíná nejstarší okamžiky maďarských dějin a význam Ostřihomi pro ně. Má bohatou sbírku hodnotných předmětů a sídlí v Primaciálním paláci. Jeho součástí je také rozsáhlá galerie. Dalším muzeem je potom Ostřihomské hradní muzeum. Katedrální pokladnice (umístěná na hradním návrší, v patře baziliky) shromažďuje umělecké poklady z 11. století i starší. Dalším je muzeum Balassy Bálinta (které obsazuje rozsáhlou numizmatickou sbírku z období turecké okupace) a muzeum vodárenství. Sídlo zde má také Muzeum Dunaje.

### Knihovny
Největší knihovnou v Ostřihomi je arcibiskupská knihovna (maďarsky Főszékesegyházi Könyvtár) s řadou historických dokumentů a téměř čtvrt milionem svazků. Místní městská knihovna nese název podle Józsefa Helischera. Nachází se v ní devadesát tisíc dokumentů, včetně rukopisu z 12. století s názvem Esztergomi iskolás könyv (Ostřihomská školní kniha[zdroj?]).

### Divadla
V Ostřihomi  existuje zámecké divadlo (maďarsky várszínház), dále jediné maďarské hororové divadlo a potom divadlo Mihály Babitse.

### Kulturní akce
V Ostřihomi je pořádán pravidelně mezinárodní kytarový festival a festival Fesztergom.

## Školství

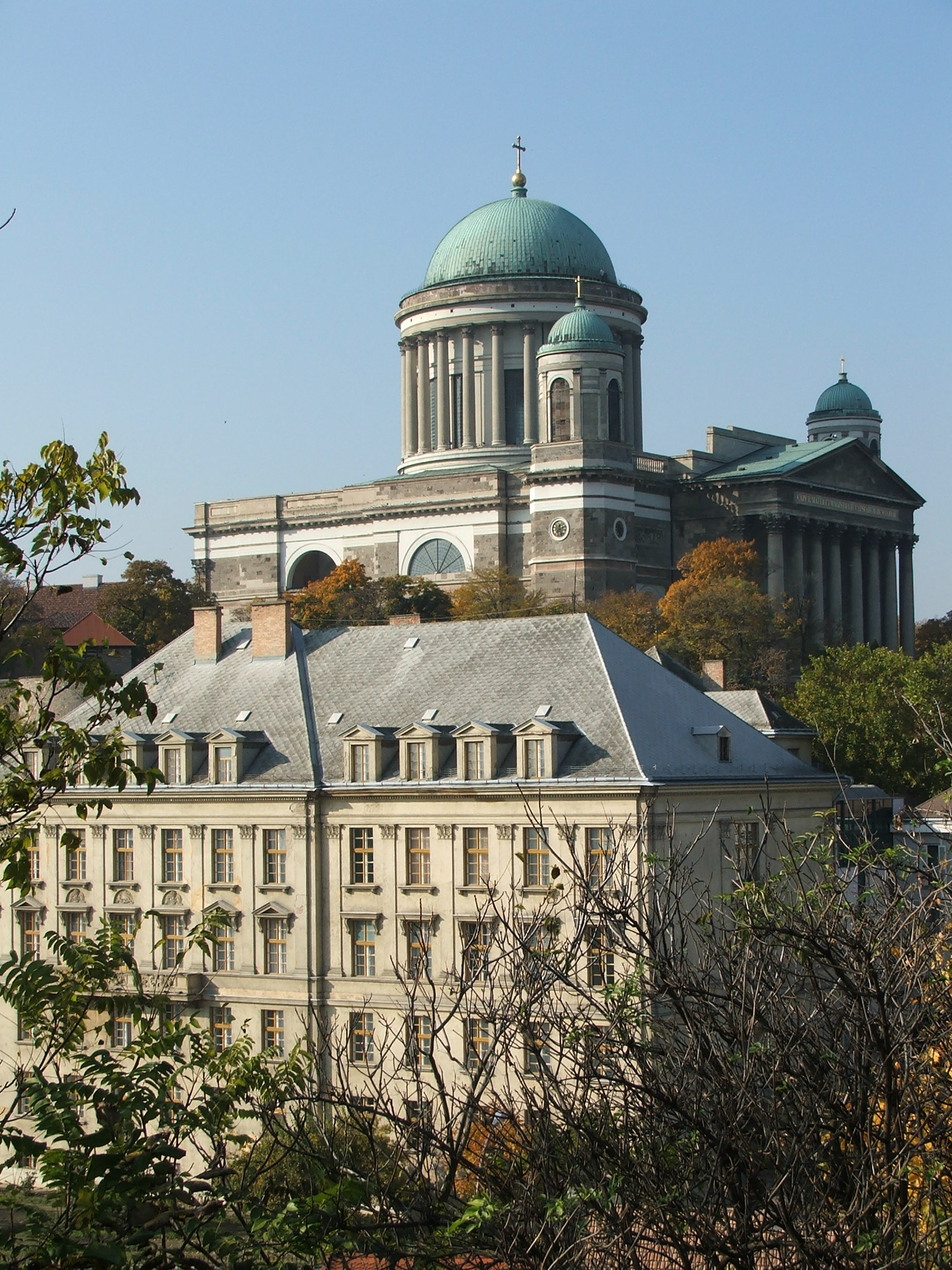
Ostřihomská bazilika s PPKE-VJK univerzitou

V roce 1978 byla Ostřihom s 8 000 studenty a 500 učiteli sídlem celkem 18 veřejných vzdělávacích institucí. Z toho zde stál jeden vzdělávací ústav, dále jeden dětský domov, dvě střední školy, šest středních škol a dvě odborné školy. V roce 2004 studovalo ve městě celkem 7000 žáků základních a středních škol (z toho 2500 na základních školách a 4500 na středních školách). Arcibiskupské magisterské studium, založené v roce 1842, nyní působí jako fakulta Katolické univerzity Pétera Pázmányho Jánose Vitéze. Univerzita také poskytuje školení v oblasti IT na svatoštěpánském náměstí. Jedinou školou ve městě, která funguje bez přerušení od roku 1928, je katolická hudební škola Zsolta Nándora.

## Instituce
Ostřihom je de iure sídlem maďarského ústavního soudu (maďarsky Magyarország Alkotmánybírósága).

## Ekonomika
Již za vlády knížete Gézy vznikla v Ostřihomi první obchodní kolonie, která sloužila i jako opěrný bod pro dunajskou lodní dopravu. Po staletí zde fungovala jediná mincovna v zemi. Existovala zde rovněž i arménská kolonie. V 19. století se Ostřihom stala jedním z nejvýznamnějších vinařských měst.[zdroj?] Jižně od Ostřihomi v obci Dorog bylo od konce 18. století těženo uhlí. U Ostřihomi se nacházel (a do současnosti zde byla dochována i jeho část) nakladač uhlí, odtud bylo přepravováno na ostrov Csepel.
V roce 1991 zprovoznila automobilka Suzuki závod v blízkosti města. V roce 2007 zaměstnávala přes šest tisíc lidí. Někteří z nich dojíždějí i ze sousedního Slovenska. Navazující klastr pro dodavatele součástek do automobilů zapojil řadu dalších maďarských firem. Průmyslová zóna je umístěna na jižním okraji města, v blízkosti hlavního nádraží. Její rozloha činí 286 ha a sídlí v ní několik desítek společností. Na konci roku 2008 pracovalo jen v této oblasti okolo dvaceti tisíc lidí. Za čtvrt století se zde vyrobilo přes 3 miliony aut.
Ostřihom je také jako významné historické město turistickým centrem. Jen v roce 2014 zaznamenaly místní muzea a kulturní instituce cca 128 tisíc návštěv, což představuje 45 % ze všech v rámci celé župy Komárom-Esztergom. Ročně Ostřihom navštívilo (do koronavirové pandemie) v průměru okolo jednoho milionu lidí. Kromě historických památek se zde nacházejí i lázně svatého Štěpána (maďarsky Szent István Strandfürdő) a akvapark s názvem Aquasziget.
Ekonomický význam turistiky zde byl značný již před rokem 1989.

## Doprava
Ostřihom má regionální železniční spojení s Komáromem a s Budapeští. Druhé bylo elektrifikováno v druhé dekádě 21. století. Mezinárodně významná železniční trať se nachází na druhé straně Dunaje ve slovenském Štúrovu.
Regionální dopravu s Budapeští a dalšími městy zajišťují také autobusy. Ty odsud jezdí nejčastěji do Budapešti, na Arpádův most nebo autobusové nádraží Újpest-Városkapu. Současné autobusové nádraží bylo předáno do užívání v roce 2020.
Silnice č. 10 do metropole Maďarska Budapešti prochází přes vrcholy Pilis, další silnice (č. 11) potom po břehu řeky Dunaje. Silniční spojení má město rovněž i s Komáromem a přes zmíněný most Marie Valérie také se Štúrovem a jižním Slovenskem.
Ostřihom má malé, většinou soukromě využívané letiště (s travnatou ranvejí) a rovněž i malý přístav na Dunaji. Na rameni Malý Dunaj bylo zbudováno v 80. letech 20. století pro potřeby turistických plaveb po Dunaji a okolo města.
V roce 2020 realizovalo město Ostřihom společně se sousedním Štúrovem první společné přeshraniční sdílení jízdních kol (bikesharing).

## Sport

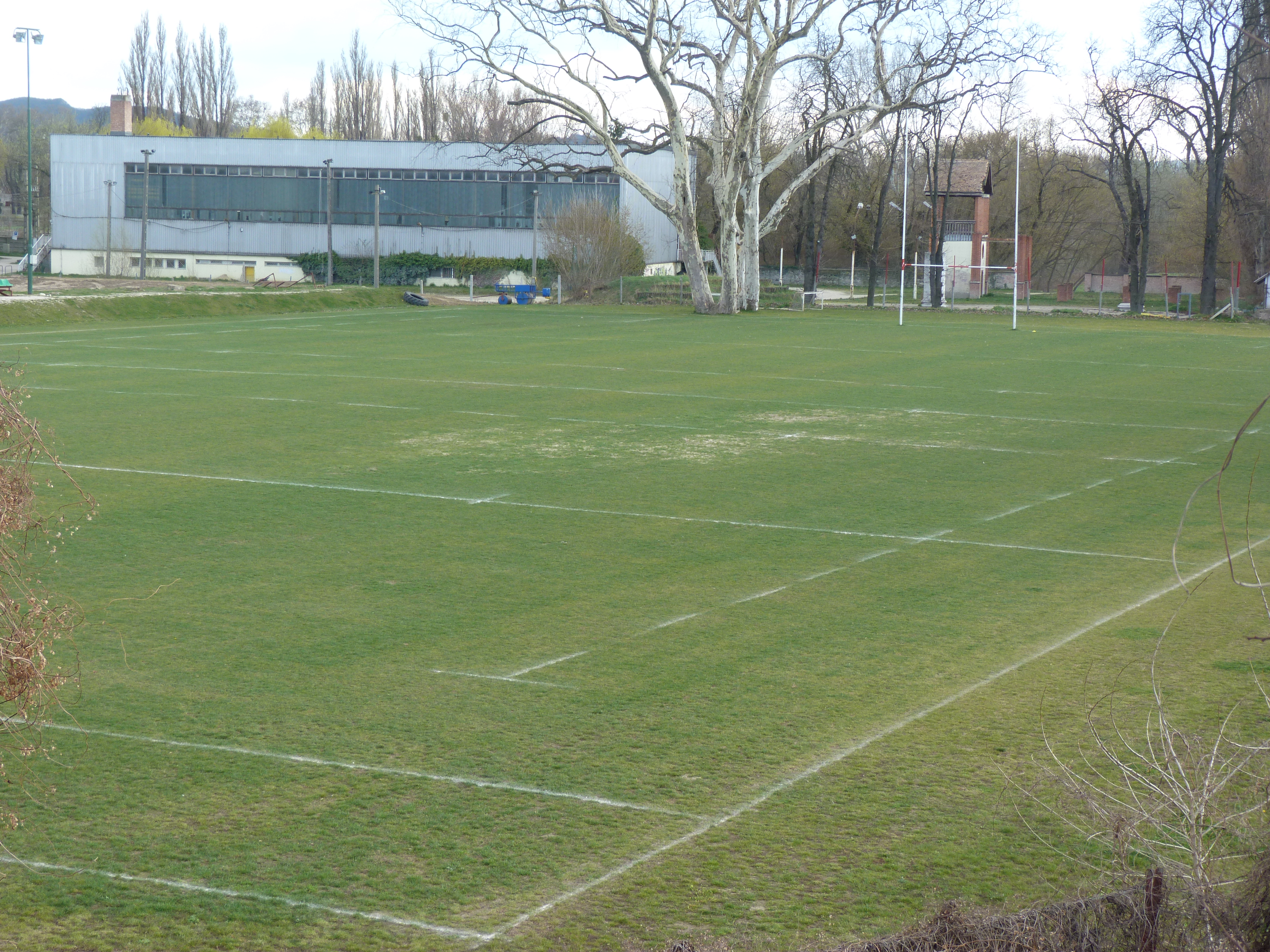
Rugbyové hřiště na břehu Dunaje

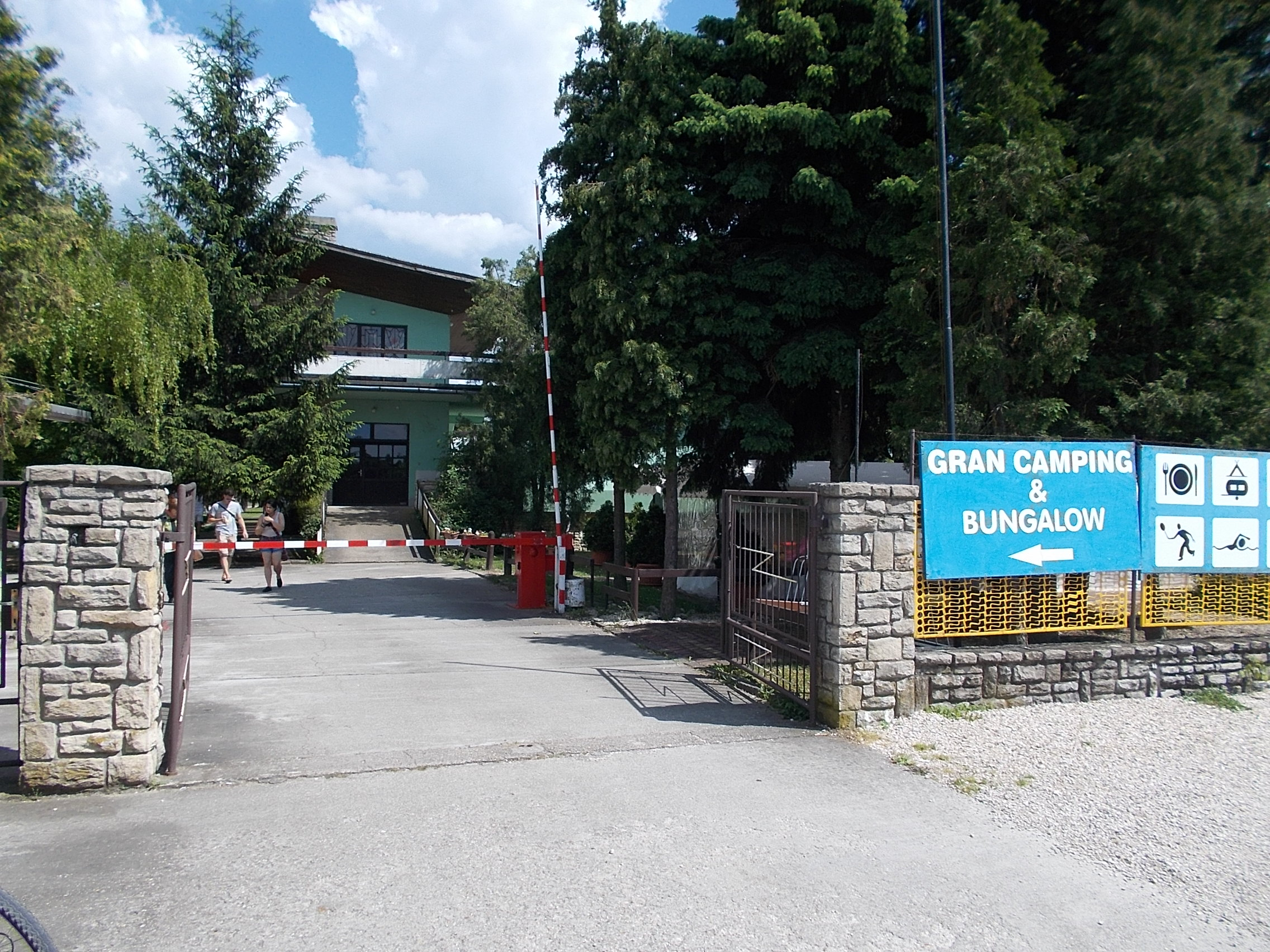
Kemp v Ostřihomi

Sportovní a rekreační areály se nachází při břehu Dunaje na tzv. Horním ostrově (maďarsky Alsó Sziget), který od zbytku města odděluje Malý Dunaj (maďarsky Kis-Duna). Okolní krajina, ohbí Dunaje a blízká města jsou atraktivní pro cyklistickou dopravu.

## Osobnosti
- Štěpán I. Svatý (969–1038), zakladatel uherského státu
- Konstancie Uherská (1180–1240), česká královna, manželka Přemysla Otakara I.
- Otakar Mařák (1872–1939), český operní pěvec
- Kinga Polská († 1292), polská kněžna
- Tamás Bakócz (1442–1521), arcibiskup z Ostřihomi
- Johann Vitez (1408–1472), chorvatský biskup a humanista
- Bálint Balassa (1554–1594), maďarský básník
- Helene von Bolváry (1889-1943), herečka
- Márta Kurtág (1927–2019), klavíristka
- Gábor Tarkövi (* 1969), trumpetista
- Réka Krempf (* 1976), boxerka
- Tamás Hajnal (* 1981), fotbalista v německé Bundeslize
- Dóra Zeller (* 1995), fotbalista v německé Bundeslize
- Mihály Babics, prožil celkem 17 let v Ostřihomi[58]

## Partnerská města
- Bamberk, Německo (1992)
- Cambrai, Francie (1992)
- Canterbury, Spojené království (2004)
- Ehingen, Německo (1992)
- Espoo, Finsko (1974)
- Hnězdno, Polsko (1994)
- Maintal, Německo (1993)
- Mariazell, Rakousko (2002)
- Szekszárd, Maďarsko (2007)
- Štúrovo, Slovensko (1991)
- Fatima, Portugalsko (2019)
- Székesfehérvár, Maďarsko

## Fotogalerie

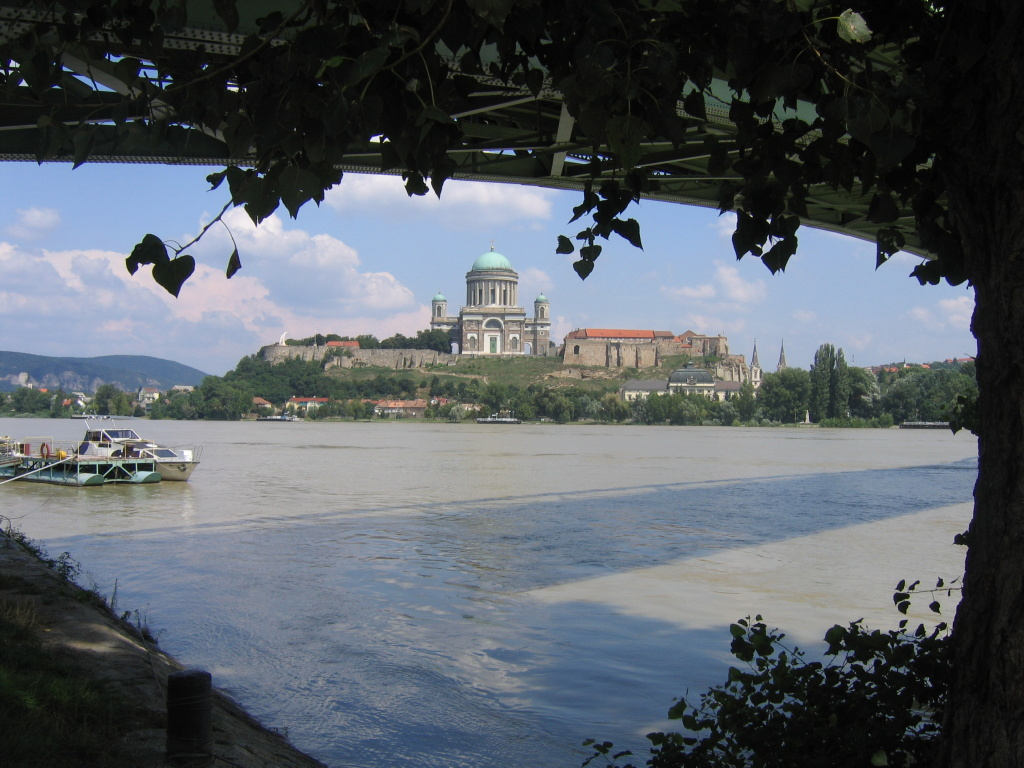
Pohled na baziliku z druhé strany Dunaje. Fotografováno pod pilířem mostu Márie Valérie
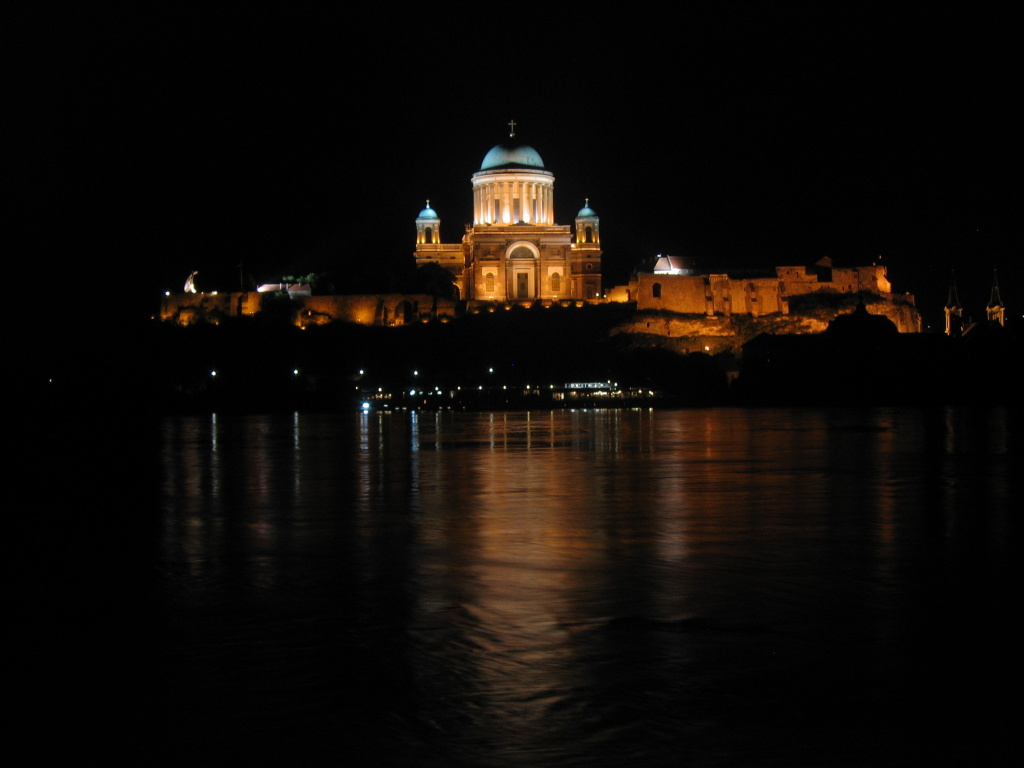
Nasvícená bazilika. Foceno ze Štúrova
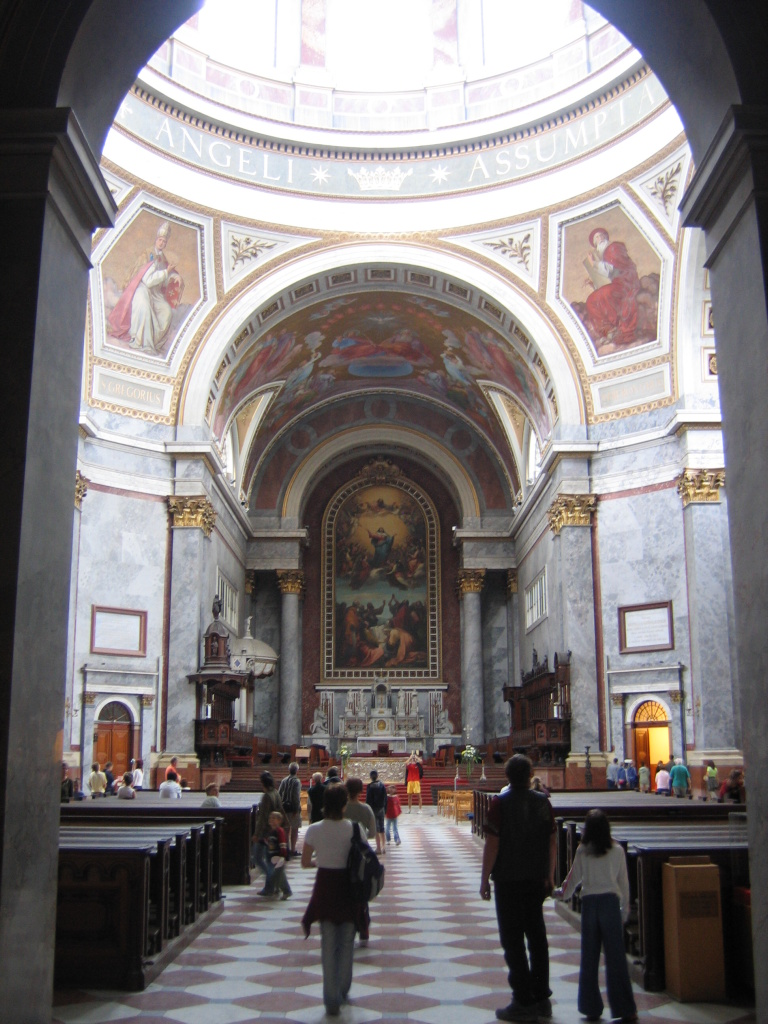
Interiér baziliky
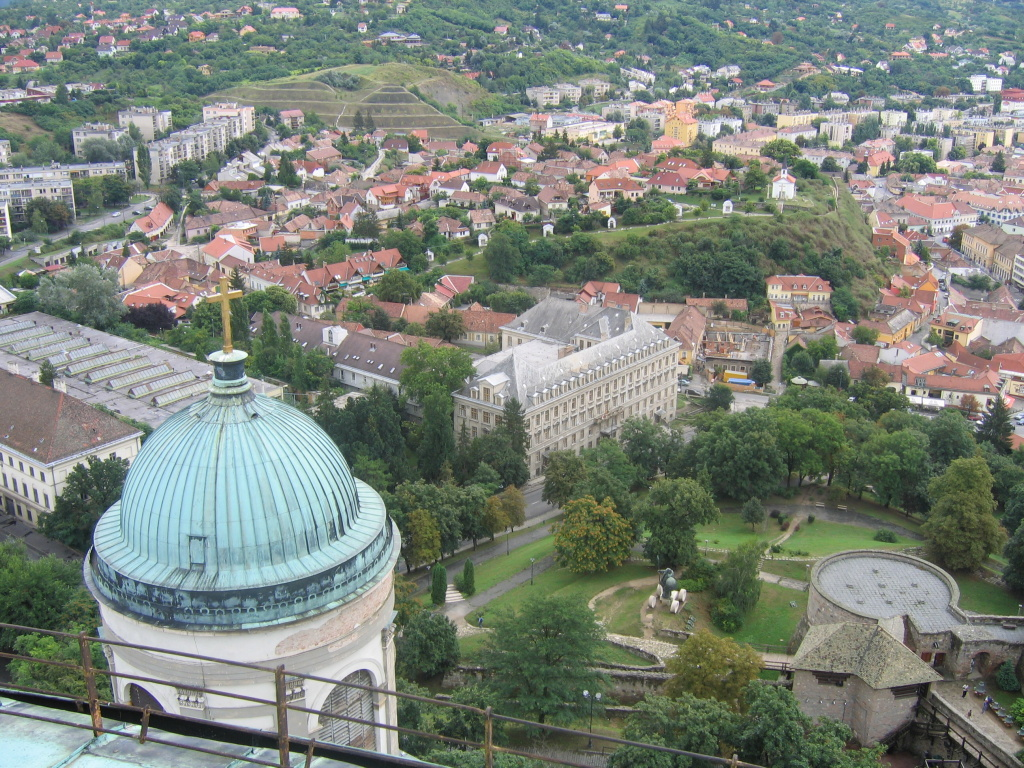
Pohled z ochozu kupole baziliky
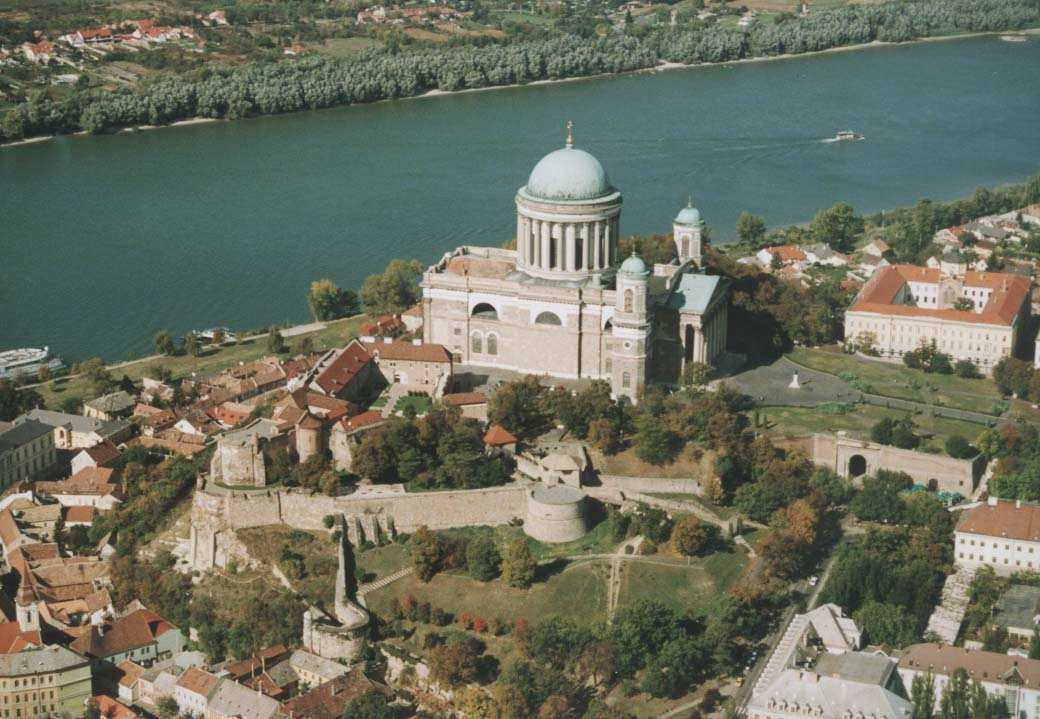
Pohled z ptačí perspektivy
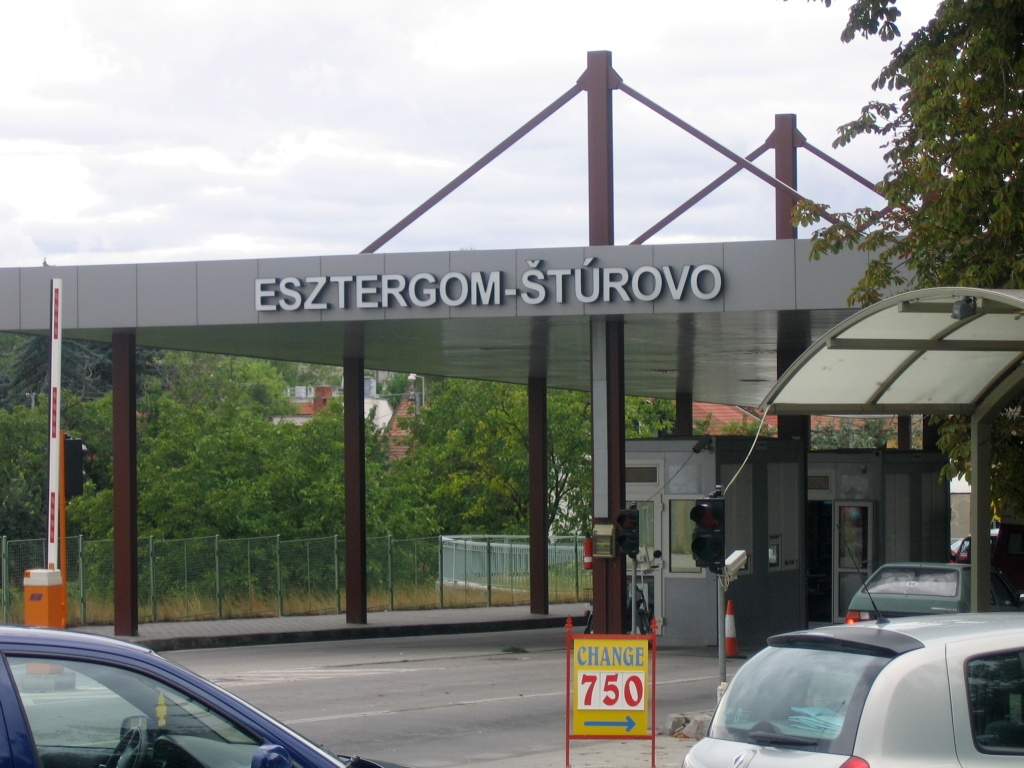
Hraniční přechod na mostě Márie Valérie
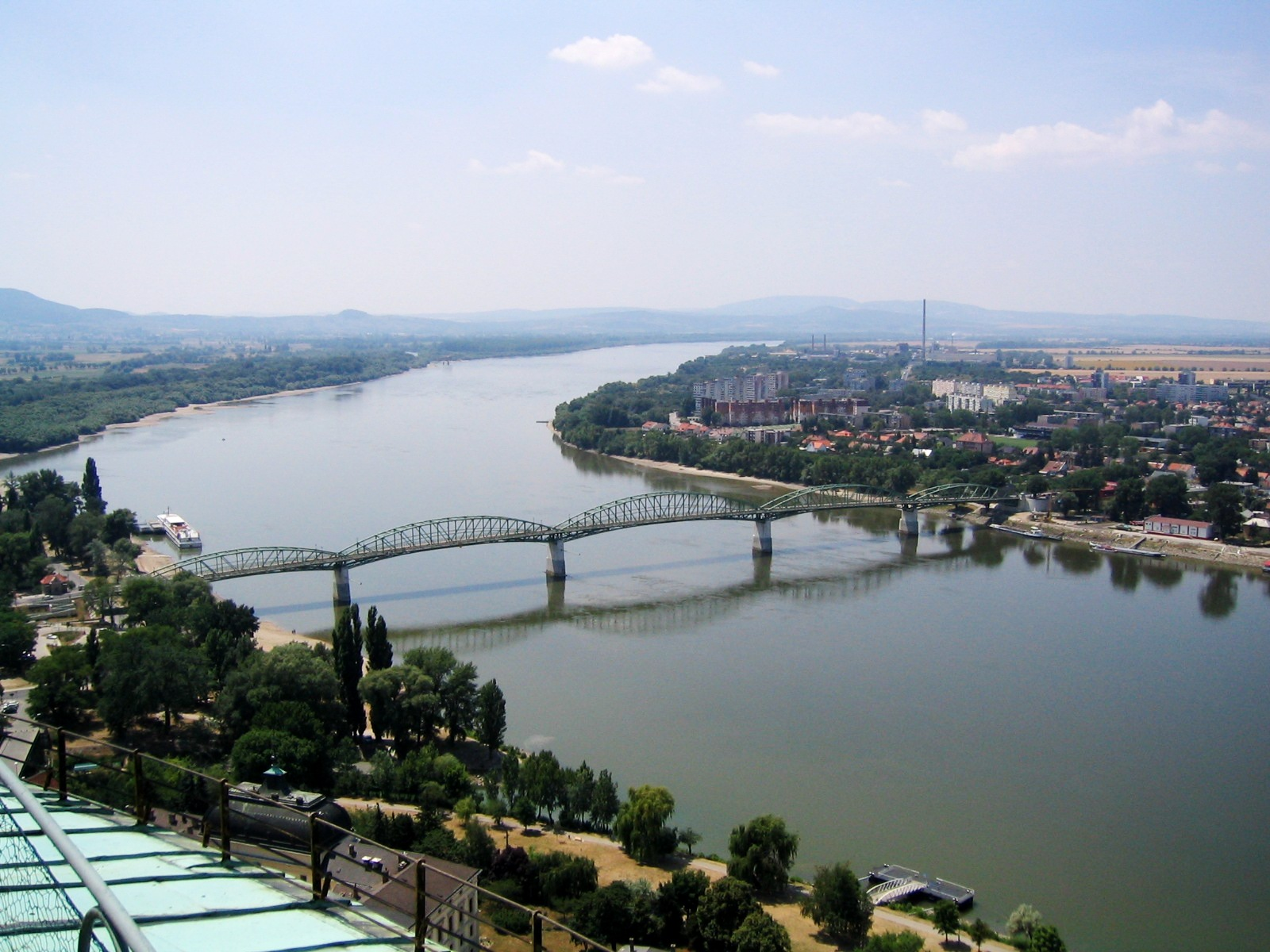
Most Márie Valérie
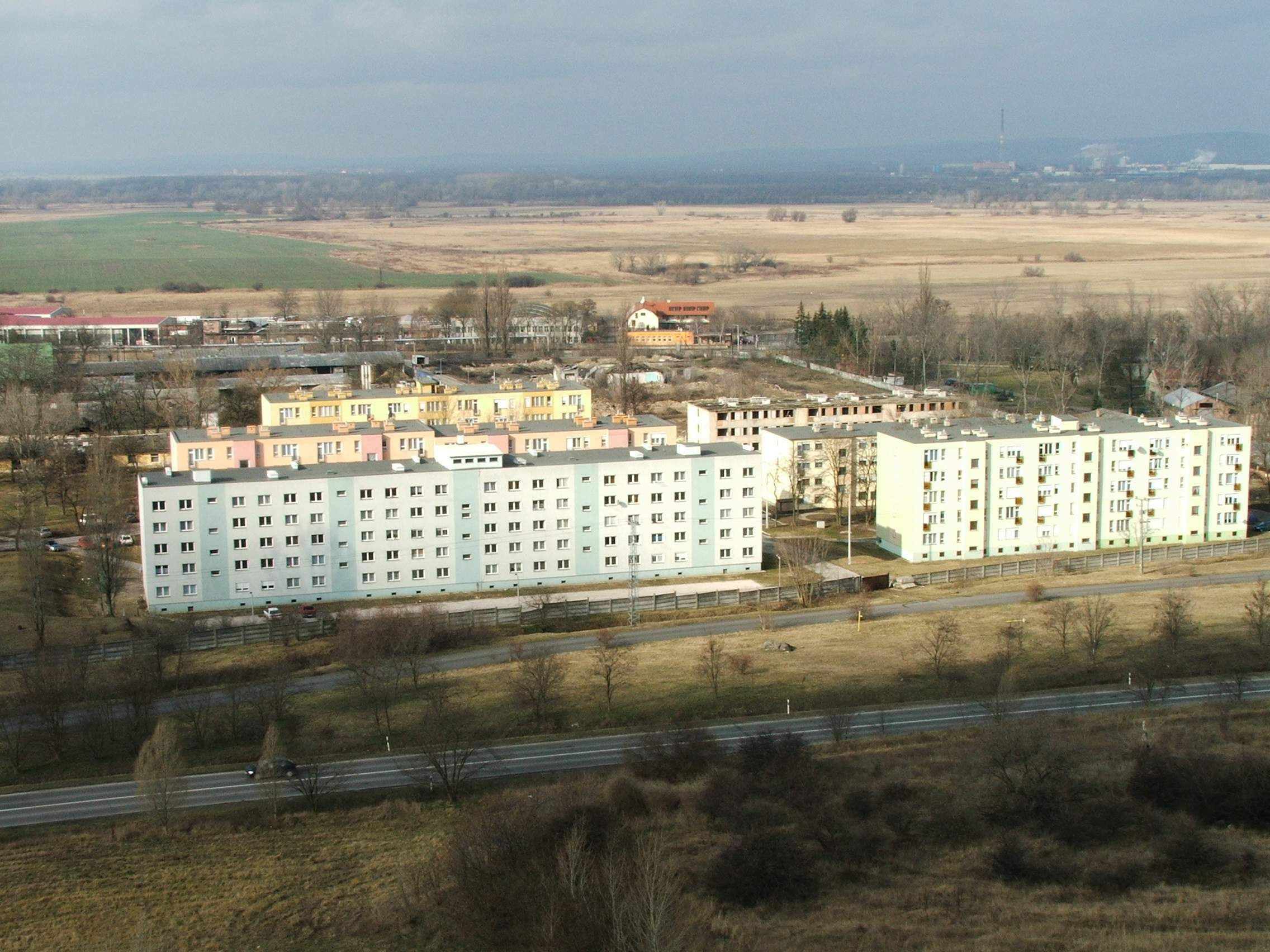
Panelákové sídliště